# رضا رضایی
رضا رضایی (۱۳۲۷ – ۲۵ خرداد ۱۳۵۲) از رهبران سازمان مجاهدین خلق ایران بود. او برادر احمد رضایی، مهدی رضایی و آذر رضایی بود.

## زندگی
رضا رضایی فرزند خلیل رضایی به سالِ ۱۳۲۷ در تهران زاده شد. وی از دوران دبیرستان فردی سیاسی و فعال بود. رضا در سال ۱۳۴۵ در رشتهٔ دندانپزشکی وارد دانشگاه تهران شد و به واسطهٔ برادر بزرگتر خود احمد رضایی به سازمان مجاهدین خلق ایران پیوست و در بخش سیاسی سازمان به سرپرستی سعید محسن به فعالیت پرداخت. رضایی یکی از طرفداران تفکرات علی شریعتی بود و به سخنرانی‌های او در حسینیه ارشاد می‌رفت. درسال ۱۳۴۹ پس از ورود به مرکزیت سازمان همراه با محمد بازرگانی به شهر امان رفت و تحت تعالیم نظامی نمایندگان سازمان الفتح قرار گرفت.
رضا در مورد پیوستن به سازمان گفته بود: «من افتخار می‌کنم که از اولین روزهای تشکیل سازمان به آن پیوستم و از اولین اعضای آن بودم. برای من زندگی جدیدی بود و من بی‌هیچ تردید و هیچ ماجراجویی آن را پذیرفتم، با کمال اشتیاق.»

## دستگیری و فرار
رضا رضایی در شهریور ۱۳۵۰ توسط ساواک بازداشت شد و به زندان کمیته مشترک برده شد. در زندان ضمن تماس با سایر اعضای مرکزیت و مسئولان سازمان، اطلاعات و تجربه‌های آنان در زمینه‌های بازجویی و تاکتیک‌های دشمن و نیز اخبار و اطلاعات مربوط به سازمان را جمع‌آوری نمود. آنگاه طرح فرار او از زندان که توسط سازمان تنظیم شده بود را توانست به‌اجرا درآورد. در زندان، برای فریب ساواک، قول داد با ساواک همکاری کند و برای دستگیری دیگر اعضای سازمان به‌ویژه برادر خود احمد، که بعد از دستگیریِ اعضای مؤسس سازمان به نفر اول این گروه تبدیل شده بود، به ساواک کمک کند. در آذر همان سال او به بهانهٔ لو دادن برادر خود به همراه مأموران ساواک به حمامی عمومی در خیابان پامنار می‌رود ولی او با جا گذاشتن ساواکی‌ها در حمام، از درب دیگر آنجا خارج و موفق شد فرار کند. روزنامه باختر امروز در سال ۱۳۵۲ نوشت: «رضا اولین کسی بود که در سال‌های اخیر در شرایط قدرت جهنمی پلیس، مأموران را گول‌زد، به ریش آنها خندید، پوشالی بودن قدرت پلیس و حماقت آن‌ها را نشان داد.»

## پس از فرار
رضا رضایی پس از فرار وارد مرکزیت سازمان شد و ابتدا درکنار برادر خود احمدرضایی و بهرام آرام و پس از مرگ برادر در سال ۵۱ به راهبری سازمان در بیرون زندان پرداخت. در همان ایام روزنامه فرانسوی لوموند شرح فرار رضا و مطلبی دربارهٔ آن را در نیم صفحه به‌طور کامل انتشار داد.
پس از مستقر شدن اعضای جدید، سازمان مجاهدین توانست چندین عملیات در انتقام اعضایی که در همان سال اعدام شدند، طراحی و اجرا کند. عملیات‌ها بدین صورت بودند:
1. پنج عملیات بمب‌گذاری به هنگام ورود ریچارد نیکسون به ایران در سال ۵۱
2. ترور ژنرال هارولد پرایس
3. ترور سرهنگ لوئیس هاوکینز (مستشار آمریکایی)
4. ترور سرتیپ سعید طاهری[۵][۶]

## نامه رضا به مادرش
رضا طی نامه‌ای به مادرش نوشت: «افتخار بر شما که نمونه‌ای شدید از صبر و بردباری و شجاعت، و امیدوارم که صبرتان افزونتر و ایمانتان مستحکم‌تر شود. من هم بی‌نهایت خرسندم که بتوانم همه زندگی و هستی‌ام را خالصانه و صادقانه در راه مردم ستمدیده خود فدا کنم.»

## کشته شدن
در ۲۵ خردادماه سال ۱۳۵۲، مهدی رضایی در خانهٔ مهدی تقوایی از اعضای بلند پایهٔ مجاهدین هنگامی در حال صرف شام بود که زنگ خانه به صدا درآمد. همسر تقوایی پس از بازکردن درب، بلند اعلام می‌کند که ساواکی‌ها پشت درب هستند. رضایی پس از این اتفاق با دستپاچگی از پشت‌بام خانهٔ تقوایی فرار می‌کند و به پایین می‌پرد، پای او آسیب می‌بیند و به منظور مخفی شدن به زیر ماشینی می‌خیزد. اما درهمان زمان مأمور دیگری که در کوچه درحال گشت‌زنی بود با صدای شنیدن تیراندازی به سمت خانهٔ تقوایی می‌دود و رضا رضایی به گمان اینکه برای دستگیری او آمده است با شلیک یک گلوله به سر خود به زندگی‌اش پایان می‌دهد.

## طراحی آرم سازمان
رضا شاعر، نقاش و طراح بود. او ارزش‌ها و محتوای ایدئولوژیک و نقطه نظرهای اقتصادی، اجتماعی و سیاسی مجاهدین را با زبان علائم و سمبل‌ها در طراحی آرم سازمان بکار گرفت و آرم سازمان مجاهدین خلق ایران را طراحی کرد.

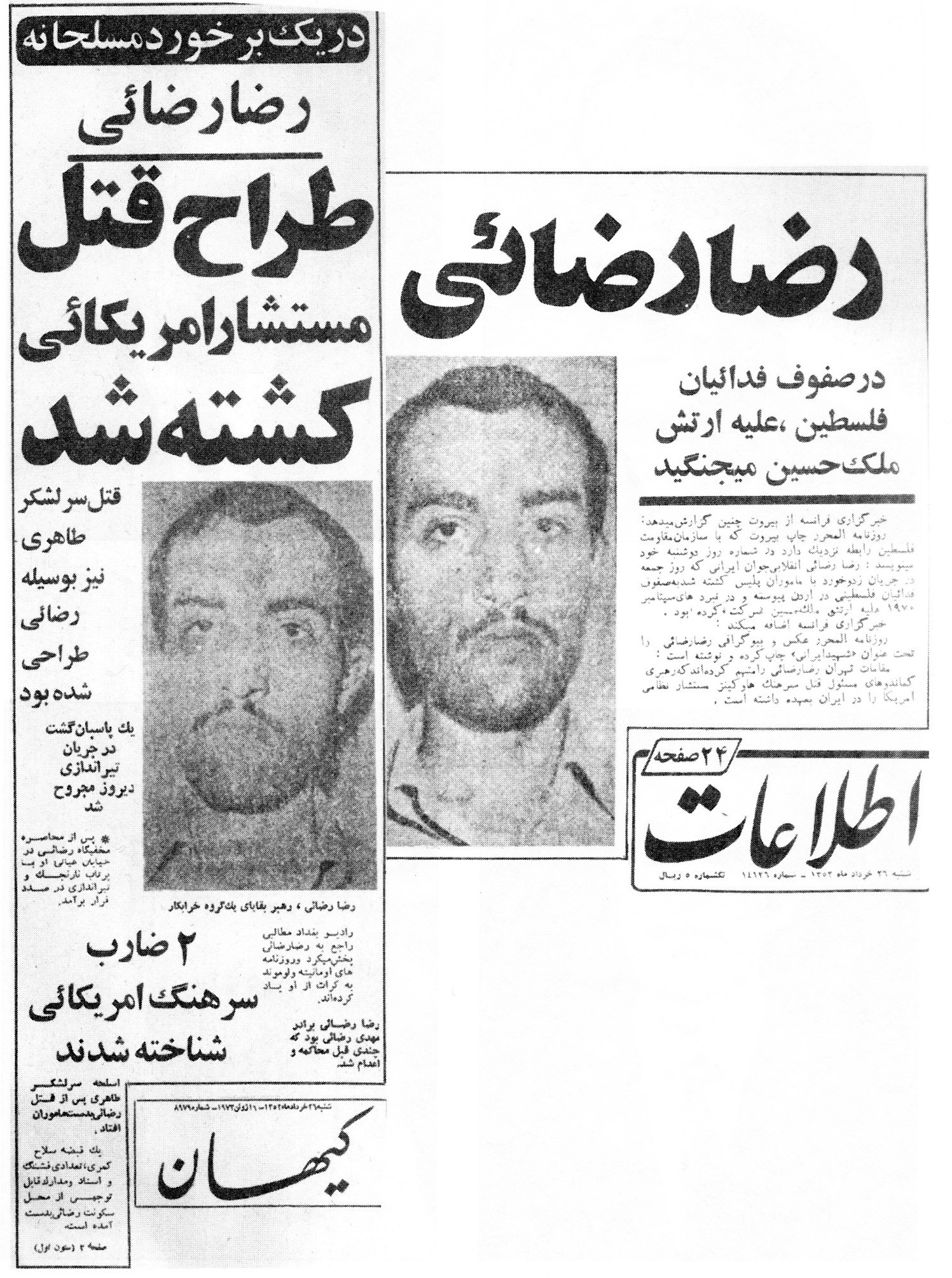
Kayhan-Ettela'at-1973-06-16